# Patron (couture)
Pour les articles homonymes, voir Patron.

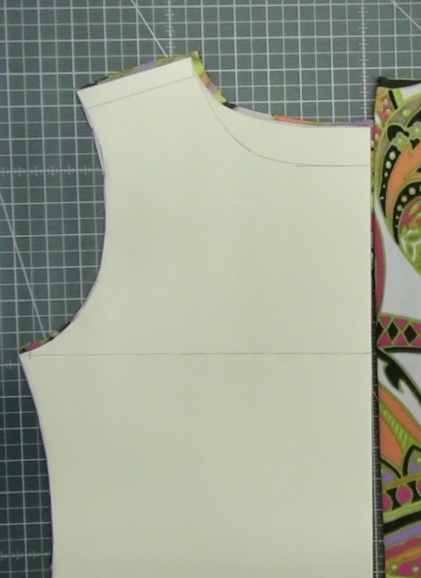
Patron pour une chemise

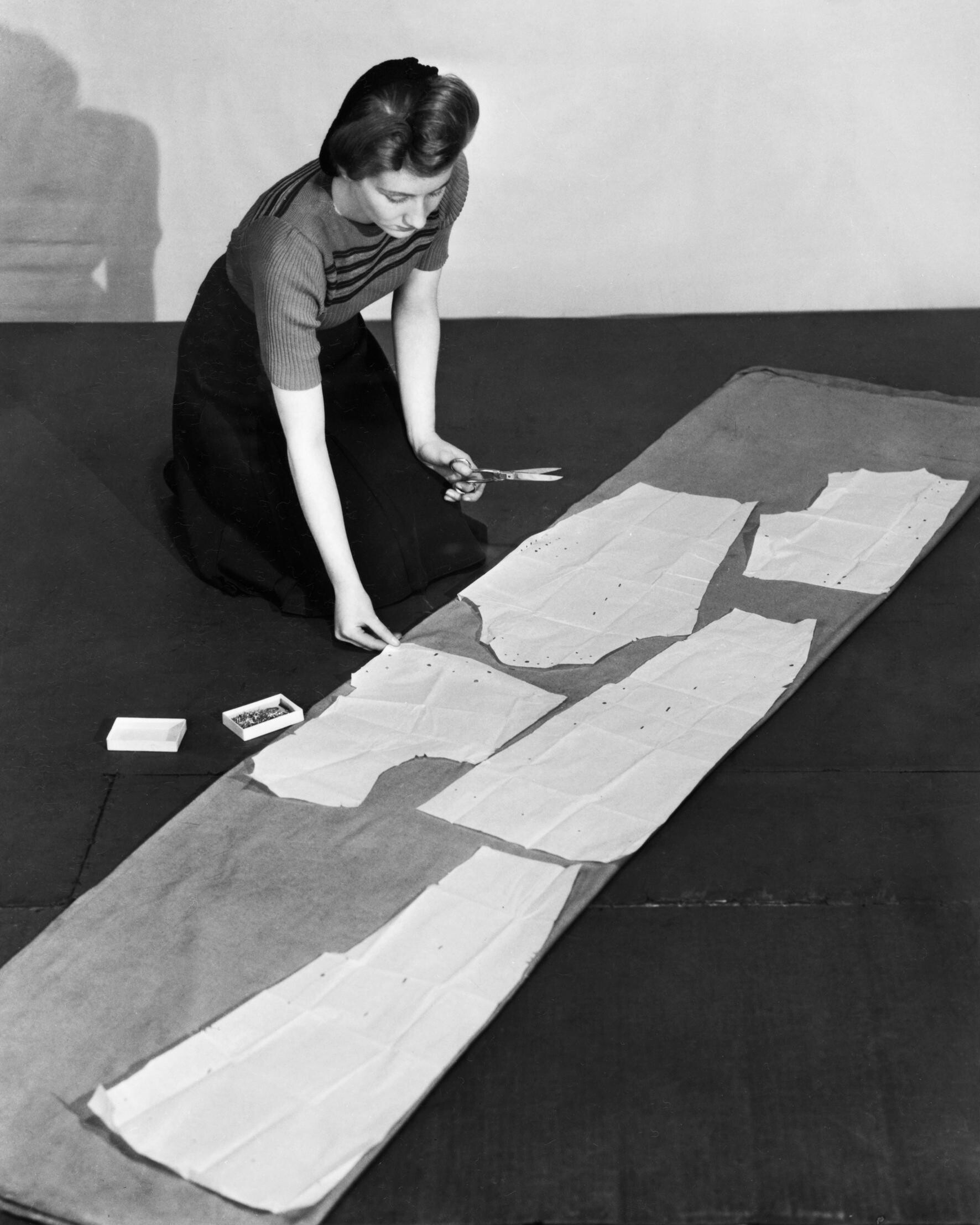
Utilisation de patrons de papier pour découper une pièce de tissu (Royaume-Uni, 1942).

Un patron est la représentation d'un vêtement vu de face ou de dos. Il est fabriqué en général à partir de feuilles de papier ou de tissu ayant une bonne tenue (type calicot) et permet de concevoir un vêtement avant sa fabrication en couture.
Il existe 3 types de patron :
- Le patron de base qui consiste à tracer la base de chaque type de vêtement par exemple jupe de base ; pantalon de base et corsage de base ;

- Le patron modèle qui consiste à transformer ou à créer un modèle à partir d'un patron de base existant ;

- Le patron industriel, patron modèle sur lequel on rajoute les valeurs de couture pour la fabrication.

Un patron doit être un peu plus large que le vêtement, pour pouvoir assembler les différents morceaux de tissu. Il faut donc prévoir les centimètres de couture, pour les ourlets ou pour les assemblages. Une fois ces centimètres de couture rajoutés, le patron devient un patronnage.
Il existe différents systèmes de coupe tels que Müller & Sohn etc. pour les vêtements d'extérieur et les sous-vêtements féminins, pour les vêtements pour hommes et pour les vêtements pour enfants. Les coupes chaîne et tricot sont utilisées pour les matériaux élastiques. Les coupes modèles sont élaborées à partir des coupes de base. Des règles spéciales et la roue de traçage sont utilisées pour cela. Les coupes de papier sont transférées sur du papier cartonné car elles doivent être plus solides pour résister à une utilisation répétée. Chaque fabricant a ses propres gammes de tailles. Une distinction est faite entre la coupe de base, la première coupe et la coupe de production. Les premières coupes sont calibrées aux dimensions souhaitées par les réalisateurs à l'aide d'un logiciel de CAD assistée par ordinateur. Le modèle de production doit contenir toutes les informations nécessaires à la production et contenir toutes les pièces nécessaires. Les collections sont produites dans des ensembles de tailles. Le client fait retoucher le vêtement après l'achat si nécessaire.

## Des classes
Contrairement aux patrons pour les jupes et les pantalons, les patrons de base pour les hauts sont construits avec différentes tolérances de largeur. La coupe de base pour un corset reçoit le plus petit, la coupe de base pour un manteau décontracté le plus grand ajout. La classe d'ajustement (zéro à dix) est un indice de plénitude qui est régulièrement ajouté au tour de poitrine avant la construction du patron de base et est donc automatiquement inclus dans le patron du modèle. La plénitude (allocation) est l'un des concepts les plus importants. La plénitude offre une liberté de mouvement. Il affecte la forme, la silhouette et le design. Chaque fabricant a sa propre table de plénitude. L'utilisation des classes d'ajustement n'est ni uniforme ni normalisée. Certains systèmes de coupe fonctionnent avec, d'autres sans classes d'ajustement. Ils ont fait leurs preuves dans l'industrie en termes de réduction des coûts de développement et de fourniture d'un style et d'une silhouette cohérents.